# Patrick Baumann
Patrick Baumann (Basilea, 5 agosto 1967 – Buenos Aires, 13 ottobre 2018) è stato un dirigente sportivo svizzero.
Ha ricoperto l'incarico di Segretario generale della FIBA dal 2003 al 2018. Scomparso prematuramente nel 2018 per un attacco cardiaco, nel 2020 è stato inserito fra i membri del Naismith Memorial Basketball Hall of Fame in qualità di contributore.
Ha dedicato gran parte della sua attività nella FIBA al mondo cestistico giovanile, promuovendo fra l'altro anche la diffusione globale della pallacanestro 3x3.